# Jaume Pahissa i Bonsoms
Jaume Pahissa i Bonsoms   (Molins de Rei, 31 d'agost de 1910 - Mollet del Vallès, 13 de novembre de 1983) fou un tècnic català de renom internacional dins el camp de l'automobilisme i el motociclisme, havent destacat pel seu domini de la mecànica i coneixement de tota mena de motors. Gràcies a la seva preparació en aquest camp, treballà durant anys a Derbi, on fou el mestre de dos futurs desenvolupadors de motocicletes: Pere Pi (creador de les Cota i Cappra de Montesa) i Paco Tombas (artífex de les mítiques "bales vermelles" de Derbi). Tant l'un com l'altre han lloat en alguna ocasió la figura i el mestratge de Pahissa.
Persona polifacètica, Jaume Pahissa practicà també amb èxit diversos esports relacionats amb el món del motor, des de curses d'automobilisme fins a la regularitat, passant pels ral·lis, pujades de muntanya, la resistència i la velocitat. En aquesta darrera modalitat, era cèlebre la seva tècnica com a copìlot en curses de sidecars, fins al punt que en guanyà dos anys el Campionat d'Espanya: el 1947 fent de passatger de Manuel Giró, i el 1948 com a passatger de Frederic Viñals.
Una altra de les seves facetes fou la de dibuixant. Dotat d'una fina ironia i amb un estil molt característic, dominà l'art de la il·lustració i la caricatura assolint-hi un nivell equiparable al de ninotaires consagrats, com ara per exemple Muntañola. Ho feia com a hobby i de forma autodidacta, publicant sovint les seves obres en revistes i diaris locals. Finalment, no menys important fou el seu vessant d'inventor, gràcies al qual fou sovint definit com un geni. Alguna vegada s'ha dit d'ell que «tot i no ser enginyer, en valia per dos amb títol».

## Biografia

### Els inicis com a mecànic
A 18 anys començà a córrer en moto sense dir-ho a casa i al mateix temps nasqué el seu interès per la mecànica, muntant i desmuntant tots els motors que li deixaven. Aviat entrà d'aprenent als tallers del concessionari de Bugatti a Barcelona, Auto Salón (propietat de Manuel Bertrand). Poc després, se n'anà a França per a treballar de mecànic a Bugatti, i després a Itàlia, on feu també de mecànic a Maserati i arribà a treballar per als millors pilots d'automobilisme d'aleshores: Achille Varzi, Luigi Fagioli, Luigi Villoresi, Alberto Ascari i Tazio Nuvolari. D'aquest darrer en fou el mecànic personal i hi entaulà una gran amistat.
Al cap de dos o tres anys de formar-se a l'estranger tornà a Catalunya, i ja a mitjan dècada de 1930 començà a ser considerat un dels millors preparadors de motors de curses del país. Durant aquells anys competí a l'autòdrom de Terramar amb una motocicleta Douglas preparada per ell i amb un sidecar Indian que també retocà. El 1933 va córrer per primera vegada al Circuit de Montjuïc.

### Guerra civil
En esclatar la guerra civil espanyola, es relacionà amb cercles anarquistes i defensà la República com a capità de carros de combat. S'ha dit que gràcies als seus coneixements mecànics, els tancs del seu esquadró eren els més ràpids i fiables de la seva companyia. Acabada la guerra, s'exilià a la Catalunya Nord i fou confinat al camp d'Argelers, des d'on l'extradiren després a Espanya. Un cop retornat, fou víctima de la repressió franquista i el condemnaren a tres penes de mort, tancant-lo a la presó Model de Barcelona.
A la presó s'hi estigué cinc anys, convivint amb els 18.000 represaliats que hi havia aleshores (coincidí entre d'altres amb Nicolau Casaus, força anys més tard directiu del Barça, que hi feia de cap de magatzems). Aviat, gràcies a la seva inventiva i dots pel dibuix, el varen fer responsable de la fàbrica de joguines de la presó, on els presos n'havien de construir i després es venien al carrer. Els seus dissenys i idees en aquest camp eren tan bons, que li valgueren el perdó de les penes de mort: en una visita a la Model d'un ministre franquista, aquest quedà meravellat per les joguines fabricades i demanà de parlar amb el seu creador. Després d'una breu xerrada entre tots dos, el ministre li digué a Pahissa que aviat tindria un regal. Pocs dies després, li commutaren les tres penes de mort.
Hi ha dues teories sobre la seva sortida de la presó: segons una, fou gràcies a les gestions fetes per Manuel Giró (propietari d'OSSA) i el capellà de Molins de Rei que aconseguí la llibertat. Segons l'altra, confirmada per fonts familiars, Pahissa fou un dels dos mecànics presoners escollits entre 6.000 per a anar a treballar a Sevilla durant dos anys, en règim de llibertat condicional, per a l'empresa Fomento de Construcciones y Contratas. Com a anècdota, el seu desplaçament a Sevilla el va fer en un vaixell atapeït de presos, amb una manca d'espai tan greu que de tant en tant algun queia a l'aigua. En aquests casos, el vaixell ni s'aturava.

### Curses de sidecars
Cap a 1946, havent demostrat la seva vàlua, fou finalment posat en llibertat. Es reintegrà aleshores a la vida social i esportiva, començant a destacar aviat en curses de sidecars per la seva agilitat com a passatger. Durant anys, competí tant en curses de velocitat com en pujades de muntanya, fent parella amb els millors pilots d'aleshores: Ernest Vidal, Manuel Giró, Josep Maria Cantarell, el basc Juan Kutz (amo d'una fàbrica de cerveses), Frederic Viñals i Francesc Arderiu (amo d'una luxosa sastreria).
Durant aquella època guanyà diversos campionats d'Espanya de sidecars (que n'hi hagi constància, el de 1947 i el de 1948). Pahissa no es limitava a fer de copilot, sinó que s'ocupava també de la mecànica de motos i sidecars, preparant per exemple la BMW 500 d'Arderiu. Una de les seves creacions més sonades l'aplicà a la BMW R12 de Manuel Giró, a la qual adaptà un motor Soriano fora-borda boxer de 6 cilindres oposats. El conjunt oferia uns 120 CV, i per tal de guanyar-ne més, la parella decidí d'instal·lar-hi un petit compressor volumètric.

### Curses de midgets
El juliol de 1949 es disputaren les primeres curses de midgets a l'estat, inicialment a Madrid (a l'Estadio Metropolitano) i poc després a Barcelona, al canòdrom Parque Sol de Baix de la Travessera de les Corts. Es tracta d'una modalitat d'automobilisme de competició similar a l'Speedway o el Dirt track (curses de motociclisme en pista oval, sobre terra i cendra), practicada amb uns cotxes especials anomenats midget en anglès. Pahissa s'hi apuntà de seguida i hi feu de preparador i pilot, essent-ne un dels millors catalans juntament amb Salvador Claret, Albert Saumell, Pere Genovés, Carles Aymerich i Paco Godia. Fou una època de gran rivalitat esportiva entre aquests pilots i els castellans, entre els quals destacava Rafael Jiménez. Uns i altres s'enfrontaven al llarg de 8 o 10 curses anuals, entre les quals fou cèlebre el "Match Castilla-Cataluña" de 1950, protagonitzat per Jiménez, Godia i Pahissa. Aquest darrer en guanyà dues de les tres curses programades al volant del seu Ford V8.
A mitjan dècada de 1950, les curses de midgets foren prohibides en haver-se descobert que movien fortes sumes de diner en apostes clandestines.

### Derbi
Poc després de 1950, Simeó Rabasa començà a fabricar motocicletes sota la marca Derbi i va contractar en Jaume Pahissa com a tècnic de l'empresa. Pahissa es va estar a Derbi fins al moment de la seva jubilació el 1975, i durant aquests anys desenvolupà la seva feina com a organitzador, pilot, preparador i dissenyador de tota mena de motocicletes.
L'any 1952 guanyà el Motocròs de Vallvidrera amb una moto que havia preparat ell mateix, aconseguint així la primera victòria de Derbi en competició. Gràcies a la seva empenta, aviat les Derbi de 125, 250 i 350 cc començaren a destacar en curses de regularitat, velocitat, pujades de muntanya, motocròs i resistència. Pel que fa a aquesta disciplina, Pahissa formà equip amb Jaume Garriga als comandaments d'una Derbi 98 durant les II 24 Hores de Montjuïc, el 1956. La parella obtingué la victòria en la categoria "Índex de consum".

#### Models de competició

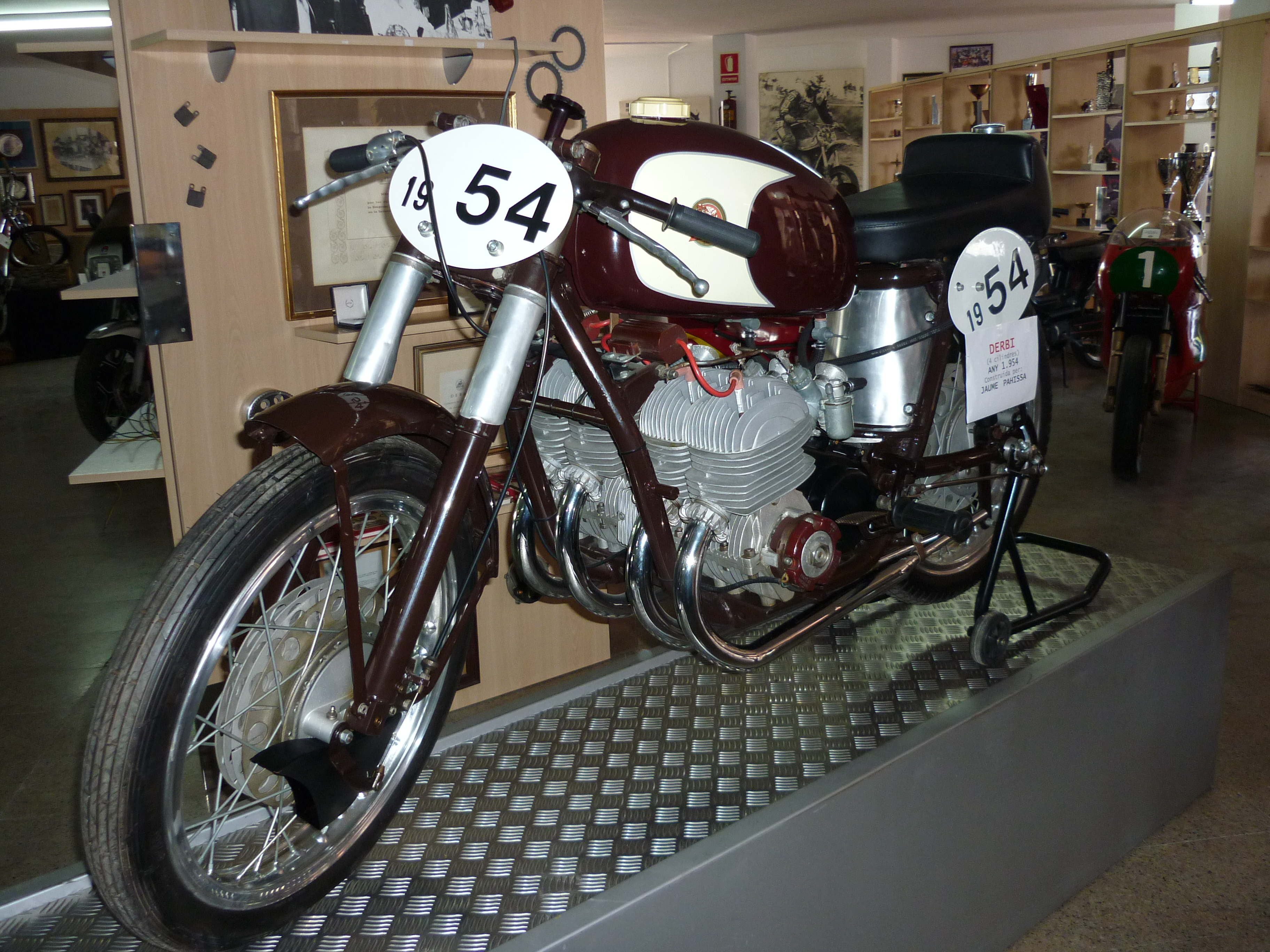
La Derbi quadricilíndrica de 392 cc que construí el 1954. Una peça única.

Entre les creacions més recordades de Jaume Pahissa cal esmentar la primera 125cc de velocitat, anomenada afectuosament la rata perquè «era petita, fosca i corria molt». Construí també una bicilíndrica de 250 cc amb dos motors de 125 cc i una altra de 350 cc, però probablement el seu model més espectacular fou una quadricilíndrica amb motor de dos temps de 392 cc que creà el 1954, sense dir-ne res a la direcció de l'empresa. Construí aquella moto com a hobby a hores lliures (gairebé d'amagat), amb la intenció inicial de participar-hi a les 24 Hores de Montjuïc que s'havien d'estrenar l'any següent (1955). Finalment no fou possible per diversos inconvenients, però aquest model, que anà millorant i provant a estones lliures durant anys, passà a la història com una de les creacions catalanes de postguerra més impressionants.
La "Derbi 4" es caracteritzava pel seu motor, realitzat partint de la unió de quatre cilindres de 98 cc cadascun, col·locats en paral·lel sobre un càrter comú, amb el bloc disposat transversalment al xassís. A la seva potència i velocitat remarcables s'hi afegia el soroll del motor, que sonava com el d'un Fórmula 1. Quan a Mollet se sabia que Pahissa havia de provar el prototipus per carretera, molts veïns sortien al carrer a gaudir de l'espectacle.

#### Altres models
A més de les seves contribucions en el camp de la competició, Pahissa va aportar a Derbi solucions i idees que varen obtenir força rendiment empresarial. Potser la seva creació més efectiva fou la transformació de la Derbi 95 de dos pistons, model molt lent que tenia poc èxit comercial. A ell se li acudí de fabricar-la amb un sol pistó, creant la nova Derbi 98. Aquest model representà una revolució tècnica en el seu moment i fou un "boom" de vendes per a l'empresa, obtenint una productivitat del 100%.

### Darrers temps
Després de jubilar-se el 1975, a l'edat de 65 anys, es dedicà encara una temporada a les seves aficions i seguí en contacte amb la fàbrica. Durant uns anys col·laborà amb diversos mitjans informatius, especialment si eren relacionats amb la moto o la mecànica. Així, feu de redactor i assessor durant anys per a la revista barcelonina Solo Moto.
Finalment, Jaume Pahissa es va morir d'una embòlia a Mollet del Vallès, el seu poble d'adopció, a l'edat de 73 anys. Deixava cinc fills (Maria Carme, Montserrat, Miquel, Miquel i Santi) i un record inesborrable en molta gent. Sovint ha estat definit com a «persona senzilla i bohèmia, que va viure la vida». Pere Pi ha dit d'ell que «no era gens cregut, sempre ensenyava el que sabia i principalment a la gent jove. A Derbi ni manava ni el manaven, crec que va ésser molt desaprofitat».

## Invents
L'enginy de Pahissa no es limità al món de les motocicletes. Estant a Derbi dissenyà un automòbil monoplaça amb motor de 250 cc, molt semblant a un midget, al qual anomenà Centauro. Aquest cotxe el conduïa el germà de Simeó Rabasa, Josep Papitu Rabasa, director de Derbi. També va fer un petit cotxe de dues places amb motor de 125 cc, sense carrossar -tipus kart- amb un volant que es treia amb un clip (el mateix sistema que porten els Fórmula 1 actuals).
Cap a finals de la dècada de 1950, quan el seu protagonisme al departament de curses havia anat a la baixa a mesura que el seu deixeble Tombas anà adquirint responsabilitat, Jaume Pahissa es dedicà a investigar altres aplicacions. Així, abans i tot de l'aparició del primer "dumper" fabricat per l'empresa Ausa a Manresa, ell ja havia ideat un "girocarro" amb la base d'una Derbi 250. Amb aquest mateix motor equipà també unes vagonetes que es varen fer servir a les mines de sal de Súria. Un altre invent seu fou una barca força original.
Com a herència va deixar les patents de dos motors "originals" de dos temps, actualment exposades al Museu Isern de la Moto de Mollet del Vallès. Una és de l'any 1960 i l'altra de 1963, i es tracta respectivament d'un motor bicilíndric i un de rotatiu, tots dos tecnològicament revolucionaris.